# Barak Shāhī
Barak Shāhī (persiska: برک شاهی, Barag Shāhī) är en ort i Iran.   Den ligger i provinsen Khorasan, i den nordöstra delen av landet, 600 km öster om huvudstaden Teheran. Barak Shāhī ligger 1 684 meter över havet och antalet invånare är 345.
Terrängen runt Barak Shāhī är varierad.Runt Barak Shāhī är det ganska tätbefolkat, med 56 invånare per kvadratkilometer. Närmaste större samhälle är Solţān Meydān, 14,5 km nordväst om Barak Shāhī. Omgivningarna runt Barak Shāhī är i huvudsak ett öppet busklandskap.